# Béatrice Champanier
Béatrice Champanier est une actrice et réalisatrice française.

## Biographie
Béatrice Champanier commence à apprendre le métier d'acteur au cours Simon puis pendant trois ans à « l’École du métier d’acteur » fondée par Georges Wilson et Françoise Le Bail, avec Odile Azagury (danse), Karin Trow (chant) et fait un stage avec Ludwik Flaszen du Théâtre Laboratoire (pl) (Teatr Laboratorium) de Grotowski en Pologne. Elle devient ensuite l'une des animatrices de la compagnie, interprète de nombreux rôles et aborde tous les domaines liés à la création théâtrale et cinématographique.
Béatrice Champanier est membre de la Société des réalisateurs de films (SRF) et de l'Association du cinéma indépendant pour sa diffusion (ACID), notamment membre du bureau de l'association de 2008 à 2012.
Elle intervient dans ce cadre régulièrement pour défendre la diversité de la création cinématographique : promotion de jeunes réalisateurs ou de cinéastes venus d'ailleurs en facilitant la présence plus longue de leurs films dans les circuits de distribution, commerciaux ou autres.
Elle participe au Regroupement des organisations du court-métrage (ROC), travaillant ainsi sur les problématiques liées à ce secteur, et à la Coalition française pour la diversité culturelle.
Elle a été nommée en décembre 2007 membre de la commission des auteurs d'œuvres cinématographiques et audiovisuelles.

## Théâtre
Actrice
- 1977 : La goualeuse (Marot et Alevy). Mise en scène de Francois le Bail. Théâtre Fontaine. Rôle titre
- 1978 : Notre Dame de Paris (Victor Hugo). Mise en scène de Robert Hossein. Palais des sports. Femme du peuple
- 1979 : Antigone (Sophocle). Mise en scène de Jean Paul Billecocq. Théâtre du Bocage. Rôle d'Antigone
- 1979 : Etoiles rouges (Pierre Bourgeade). Mise en scène de François le Bail. Théâtre du Bocage. Rôle de Marylin
- 1981 : Montage Molière. Mise en scène de Jean Pierre Savinaud. Centre Thibaud de Champagne. Rôle Bélise, Célimène, Elvire
- 1982 : Les tribulations de Triboulet. Mise en scène de Gérard Vernay. Théâtre du carreau du Temple. Rôles Jacquette et Jacqueline
- 1983 : Voyage en Dualie (Robert Pinget). Mise en scène de Gérard Vernay. Théâtre du Lys Montparnasse. Rôle Baga
- 1986 à 1988 : Adam et Eve (Hervé Colin). Mise en scène de Zbigniev Horoks. Tournée CCAS. Rôle d'Eve
- 1990 : Popkins (Murray Schissgal). Mise en scène de Danièle Chuteaux. Théâtre de l'atelier / Théâtre des célestins. Rôle Eléonor Lipton

## Filmographie

### Réalisatrice
- 1992 : L'Histoire d'Amélie[8]
- 1999 : Rivière d'Asie[9]
- 2005 : À cœur ouvert[10]
- 2007 : Un petit jardin, c'est tout[11]

### Actrice
- 1979 : Une fille seule, téléfilm de René Lucot
- 1979 : La Dérobade de Daniel Duval
- 1980 : Nous ne l'avons pas assez aimée (téléfilm de Patrick Antoine et Françoise Verny)
- 1981 : La Vie des autres : Vasco de Marie Devort 1 épisode
- 1981 : L'Amour nu, de Yannick Bellon[12]
- 1981 : L'Araignée (téléfilm de Claude Couderc)
- 1982 : L'Adieu aux enfants, (téléfilm de Claude Couderc)
- 2004 : Mon petit doigt m'a dit..., de Pascal Thomas[13]
- 2005 : Célibataires de Jean-Michel Verner[14]
- 2012 : Complet 6 pièces, de Pascale Bodet[15]
- 2016 : Le musée des au revoir de Francois Zabaleta
- 2017 : Les envoutés de Francois Zabaleta
- 2019 : Escort Boy de Francois Zabaleta
- 2021 : Portrait craché de Francois Zabaleta
- 2025 : L'attachement de Mathias Gokalp